# Campus Simone-Veil
Le campus Simone-Veil ou campus d’Aurillac est un centre pédagogique et universitaire qui comprend une bibliothèque, des départements de l'IUT et une antenne de l'Institut national supérieur du professorat et de l'éducation (INSPé) de l'Université Clermont-Auvergne, un atelier Canopé et un restaurant universitaire du CROUS de Clermont-Ferrand. Il s'étend sur 10 757 m² (surface SHON).

## Situation
Le campus est situé 100, rue de l'Egalité, au Nord-Ouest de la ville d'Aurillac, sur les hauteurs, à proximité du château Saint-Etienne. 

## Historique

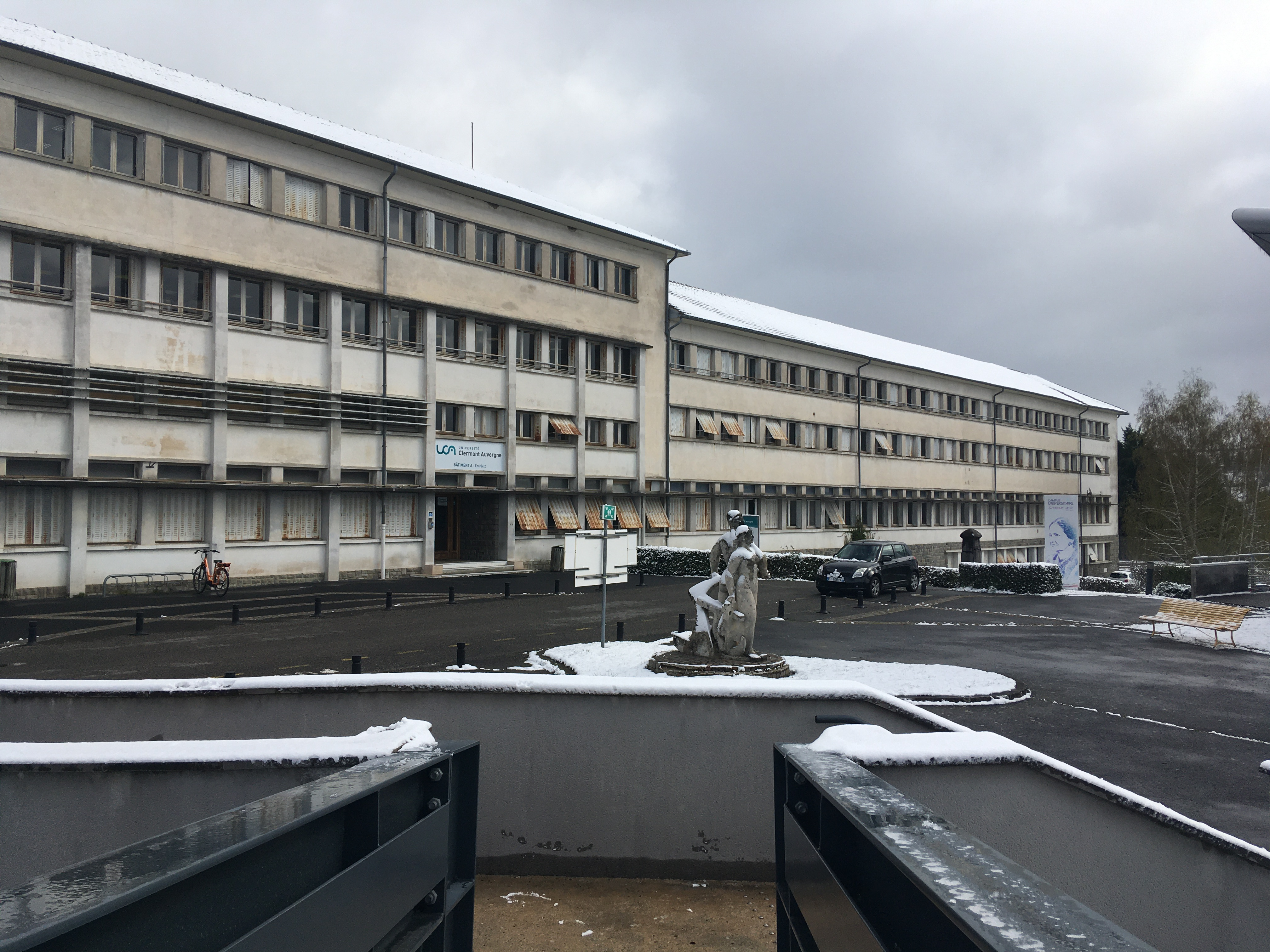
Bâtiment A du campus.

Le campus est né en 1957 avec la construction du bâtiment de l’Ecole Normale et l’implantation de celle-ci ; l’inauguration a lieu le 19 janvier 1958.
En 1990, l’École Normale devient IUFM, puis ESPE en 2013 et enfin INSPé en 2019.
En 2020, l’INSPé a ouvert un « Campus connecté » dans le cadre d’un projet porté conjointement par l’UCA et le conseil départemental du Cantal.
En 1990, la Faculté de droit de Clermont-Ferrand a implanté un DEUG AES jusqu’en 2005.
C'est lors du conseil des ministres du 7 mai 1991 que la création d’un département de l’IUT de Clermont-Ferrand, « Gestion des entreprises et des administrations », à Aurillac est décidée. Son ouverture n’aura lieu qu’à la rentrée de 1992 avec l’option « Petites et Moyennes Organisations » ; deux autres options suivront (Gestion Comptable et Financière et Ressources Humaines plus tardivement).  En 1994, s’ajoutera un département Génie Biologique, avec l’option Agronomie. En 1995, c’est l’option Génie de l’Environnement qui ouvre et en 2000 l’option Bioinformatique. Le bâtiment qui abrite dorénavant le département Génie biologique et le laboratoire Terana (ex-Laboratoire départemental d’Analyses et de recherche vétérinaire) est inauguré en 1997. Une serre expérimentale de 285 m2 a été ajoutée à ce bâtiment pour répondre aux besoins de la recherche en physiologie végétale.
Le campus a, par ailleurs accueilli, des licences professionnelles au cours de son expansion.
Le 3e département, STID option Cybersécurité, verra le jour en 2019.
En 2021 les DUT deviennent BUT avec des parcours sur 3 ans.
La Bibliothèque universitaire est présente sur le site depuis l’ouverture de l’AES.
Le campus est devenu campus Simone-Veil le 7 octobre 2019.
L'unité mixte de recherche sur le Fromage (UMRF) est associée au campus.
Actuellement, toutes filières confondues, l'Université Clermont Auvergne compte sur ce site 746 étudiants.

## Composantes et services
- IUT
- INSPé
- Bibliothèque universitaire
- Canopé
- Services pour les étudiants
  - Restaurant universitaire (CROUS)
  - Sport (SUAPS)
  - SUC
  - Infirmerie